# Gruszki (Guszczewina)
Gruszki – przysiółek wsi Guszczewina w Polsce, położony w województwie podlaskim, w powiecie hajnowskim. Siedziba Nadleśnictwa Browsk.
W latach 1975–1998 przysiółek administracyjnie należał do województwa białostockiego.
31 sierpnia 1941, w ramach akcji tzw. „oczyszczania Puszczy Białowieskiej” inspirowanej przez Hermanna Göringa, hitlerowcy wysiedlili mieszkańców Gruszki do m. Pawły k. Zabłudowa, a wieś zrównali z ziemią. 
W 2017 we wsi odsłonięto pomnik Danuty Siedzikówny.
Prawosławni mieszkańcy przysiółka należą do parafii św. Mikołaja w Narewce, a wierni kościoła rzymskokatolickiego należą do parafii św. Jana Chrzciciela w Narewce.